# 김고은
김고은(金高銀, 1991년 7월 2일 ~ )은 대한민국의 배우이다. 2012년 큰 화제를 불러 모은 영화 《은교》에서 뛰어난 연기로 이목을 집중 시켰고 그 해 대종상과 청룡영화상 등 다수의 신인 여우상을 휩쓸며 명성을 얻었다. 이후 범죄 스릴러 영화 《몬스터》(2014), 《차이나타운》, 《성난 변호사》(2015)과 《계춘할망》(2016), 드라마로 활동 영역을 넓혀 인기리에 방영된 《치즈인더트랩》(2016)과 《쓸쓸하고 찬란하神 - 도깨비》(2016), 《더킹:영원의 군주》(2020)로 호평을 받았다.

## 학력
- 일동중학교 (졸업)
- 계원예술고등학교 연극영화과 (졸업)
- 한국예술종합학교 연극원 연기과 (중퇴)

## 경력

### 2012: '은교'와 영화에서 주목
김고은은 한국예술종합학교 연극원에 진학하고, 이듬해 여름 동문회 회장의 권유로 영화 《은교》 오디션을 보게 되었다. 정지우 감독은 오디션을 통해 300여 명이 넘는 은교 후보를 만났고, 본인이 상상했던 은교의 이미지와 거의 일치하는 김고은을 캐스팅했다. 이 작품은 소설가 박범신의 동명 베스트셀러 소설을 각색한 영화로 국민의 존경을 한 몸에 받는 70대 원로시인 이적요(박해일 분)와 애제자 서지우(김무열 분)가 어린 아이처럼 천진난만한 웃음과 묘한 관능미를 지닌 17세 여고생 은교를 사이에 놓고 첨예한 갈등에 빠진다는 내용의 치정 멜로극으로 김고은은 타이틀롤 여주인공 한은교 역을 연기하며, 극중 파격적인 정사신으로 주목 받았다. 《은교》 제작보고회에서 정지우 감독은 김고은에 대해 “김고은은 긴 시간을 거쳐 오디션을 봤다. 겉으로 드러나는 매력 외에 본질적으로 호기심이 많은 사람이라 끌렸다. 은교가 노시인과 그의 제자에게 호기심을 느끼면서 이야기가 시작된다. 김고은은 호기심이 많은 동시에 내면에 단단함과 중심을 갖고 있는 사람이고, 이는 어리지만 휩쓸리지 않고 대상화되지 않으면서 자신의 감정을 유지할 수 있는 사람”이라며 “은교에 어울리는 배우”라고 평했다. 영화가 개봉된 이후, '스포츠서울'의 김가연 기자는 “김고은은 소설 속 은교를 완벽하게 재현한 듯 풋풋하고 싱그럽다.”며 “괴물 신인의 등장이라고 할만 하다.”고 평하였고, '한국일보'의 라제기 기자는 “순수와 농염을 오가며 두 남자의 마음을 뒤흔드는 김고은의 빼어난 연기로 소설 속 은교는 스크린에서 실존을 얻는다. 대형 배우로 성장하리란 예감이 든다”라고 평하였다. 그녀는 이 작품으로 2012년 제49회 대종상영화제 여우주연상, 신인여우상 후보에 올라 신인여우상을 수상했다. 이외에도 제21회 부일영화상, 제32회 한국영화평론가협회상, 제13회 부산영화평론가협회상, 제33회 청룡영화상, 제4회 올해의 영화상 등 다수의 영화제에서 신인여우상을 휩쓸었다.

### 2013-2015: 휴식 및 '차이나타운'
《은교》의 성공에도 불구하고 김고은은 학교로 돌아가 복학을 선택했고, 다시 동기들과 함께 연극 공연을 하고 단편 영화를 찍는 등 휴식을 취하며 2년간의 공백기를 갖게 되었고, 《은교》 촬영 전 찍은 독립영화 《네버다이 버터플라이》가 2013년에 개봉하였다. 2014년 영화 《몬스터》로 2년만에 복귀한 김고은은 잠깐의 공백기를 두고 “특별한 이유는 없었다”라고 말하며, “제일 중요하게 생각하는 게 딱 하나 있는데 연기할 때 즐기면서 하자는 것이다. '은교' 때는 힘들었던 기억이 안 났다. 마냥 행복하게 즐기면서 했는데 '은교'가 끝나고 '아, 지금은 안 되겠다'는 생각이 들었다”라고 설명했다. 복귀작인 범죄 스릴러 영화 《몬스터》에서 김고은은 극중 연쇄 살인마 태수(이민기 분)를 쫓는 약간은 지능이 모자란 복순이로 분해 연기 변신을 했다.
2015년, 김고은은 영화 《차이나타운》에 김혜수, 엄태구, 박보검과 함께 캐스팅 되었다. 그녀는 태어나자마자 지하철 보관함 10호에 버려져 차이나타운의 실질적 지배자이자 모두에게 ‘엄마’라 불리는 보스(김혜수 분)에 의해 범죄조직의 일원으로 길러지는 일영 역을 맡았다. 이 작품은 제 54회 칸 국제영화제 비평가주간 공식 스크리닝에 초청을 받아 김고은은 칸 레드카펫을 처음 밟았다. 다음 작품으로 같은 해 개봉된 사극 무협 영화 《협녀, 칼의 기억》에서 그녀의 롤 모델로 꼽아왔던 전도연과 공연하였다. 고려 말, 왕을 꿈꿨던 한 남자의 배신 그리고 18년 후 그를 겨눈 두 개의 칼로 뜻이 달랐던 세 검객의 피할 수 없는 숙명을 그린 이 영화에서 김고은은 극중 부모의 원수를 갚아야 하는 숙명을 타고난 아이이자 월소(전도연 분)를 어머니라 부르는 홍이 역을 맡아  촬영 시작 6개월 전부터 액션스쿨에서 연습으로 만들어낸 고난위도의 경공술과 검술 액션 등도 선보였다. 영화는 부진한 성적을 거두며 흥행에 참패했다. 이후 출연한 영화 《성난 변호사》에서는 신입 검사 진선민 역을 맡아 이선균과 공연하였다.

### 2016-2019: '치즈인더트랩'과 '도깨비', 텔레비전 데뷔와 성공
김고은은 2015년 7월 동명의 인기 웹툰을 원작으로 한 tvN 드라마 《치즈인더트랩》에서 여주인공 홍설 역으로 캐스팅 되어 드라마에 첫 출연하는 것이 발표되었다. 이 작품은 2016년 1월 4일부터 3월 1일까지 인기리에 방영되었고, 김고은은 자신만의 홍설을 탄생시켜 큰 호평을 받으며 제52회 백상예술대상 TV부문 여자 신인연기상을 수상했다. 김고은은 윤여정과 공연하여 지난 2015년에 촬영한 영화 《계춘할망》이 2016년 5월에 개봉되었다. 이 작품에서 그녀는 12년 만에 집에 돌아온 예측불가 불량 손녀 혜지 역을 맡아 오매불망 손녀 바라기 해녀 할망(윤여정 분)과 할머니와 손녀로 만나 세대를 뛰어넘는 호흡을 선보였다. 특히 김고은은 영화 마지막 부분의 엔딩크레딧에서 영화에 삽입된 노래를 직접 불러 화제를 모았다.
김고은은 이후 김은숙 작가의 차기작으로 큰 화제를 모은 tvN 드라마 《쓸쓸하고 찬란하神 - 도깨비》에서 여주인공 지은탁 역에 캐스팅 되어 공유와 호흡을 맞췄다. 이 드라마에서 김고은은 슬픈 운명을 타고난데다 불우한 환경 속에서 자랐지만 밝고 쾌활한 성격으로 주변을 밝히는 긍정형 캐릭터 지은탁 역을 맡아 도깨비 김신(공유 분)의 가슴에 꽂힌 검을 뽑아야 하는 운명을 타고 태어난 도깨비 신부를 연기했다. 2016년 12월 2일부터 2017년 1월 21일까지 방영 내내 이슈를 모으며 최고 시청률이 20.5%(닐슨유료플랫폼 기준)을 기록하는 등 큰 인기를 얻었다. 김고은은 제53회 백상예술대상 TV부문 여자 최우수연기상 후보에 올랐다.
2017년 8월, 김고은은 이준익 감독의 영화 《변산》에 캐스팅 되었다. 이 영화는 도통 되는 일이 하나 없는 무명 래퍼가 한 통의 전화를 받고 고향 변산으로 돌아가, 초등학교 동창을 만나게 되면서 벌어지는 이야기를 그린 작품이다. 2017년 9월 11일 크랭크인했으며, 2018년 7월 4일 개봉되었다.
2019년 김고은은 영화 '은교'에서 작업한 정지우 감독의 로맨스 영화 《유열의 음악앨범》의 여주인공 미수 역할에 출연했고, 1995년부터 2005년까지의 긴 시간동안 만남과 이별을 반복하는 레트로 감성 연기로 스크린에 복귀했다.

### 2020-현재: 계속된 연기 역할들
이듬해인 2020년, 김고은은 SBS 드라마 《더 킹 : 영원의 군주》에 출연했다. 이 작품은 악마에 맞서 차원의 문(으로도 닫으려는 이과형 대한제국 황제와 누군가의 삶·사람·사랑을 지키려는 문과형 대한민국 형사의 공조를 통해 차원이 다른 로맨스를 그리고 있으며, 그녀는 불의와 타협하지 않는 대한민국 형사 정태을/루나 1인 2역을 맡아 연기했다. 또한 이 작품으로 지난 2016년 방송 된 '도깨비'를 집필한 김은숙 작가와 다시 한번 호흡을 맞추고 있다.
김고은은 2019년 말, '해운대', '국제시장'을 연출한 윤제균 감독의 신작으로 우리나라 최초의 뮤지컬 영화로 기록될 안중근 의사의 마지막 일년의 시간을 담은 뮤지컬 영화 《영웅》에 캐스팅 되었다. 이 작품에서 그녀는 명성황후의 죽음을 목격한 조선의 마지막 궁녀 설희 역을 연기했다. 2021년 개봉됐다.
또한 이동건의 인기 네이버 웹툰 유미의 세포들을 원작으로 한 《유미의 세포들 (드라마)》에 여주인공, 김유미 역할로 발탁되었다.